# あいうら
『あいうら』（AIURA）は、茶麻による日本の4コマ漫画作品。ニコニコ静画における「ニコニコで漫画を描いてみた」のコーナーで2011年3月2日から2014年4月23日連載された他、商業漫画雑誌である『4コマnanoエース』（角川書店）でもVol.4（2011年8月9日発売）より2013年10月号増刊（2013年9月9日発売）まで連載。同誌の休刊により『月刊少年エース』（同社）に移籍し、2013年12月号（2013年10月26日発売）から2014年6月号（2014年4月26日発売）まで連載された。
2012年12月7日にテレビアニメ化決定が発表され、2013年4月から6月まで放送された。
タイトルの由来は、主人公3人の名字の頭文字、天谷(あ)岩沢(い)上原(う)等(ら)＝あいうら、となることから付けられた。

## あらすじ
小学生時代からの幼なじみである天谷 奏香、岩沢 彩生。高校入学の際に知り合った上原 歩子、そして簗瀬芽依を初めとするクラスメイトらの日常を描いた物語。明確な主人公は定められておらず3人で共に過ごすことが多くなった奏香達を中心に、時にクラスメイトや別のクラスの生徒、後輩ら、さらには大人たちを交えて様々な視点から物語が進行していく。キャッチフレーズは「何も起きないが起きる、彼女たちの日常。」

## 登場人物
- いずれの登場人物も明確な誕生日は公表されていなかったが、作者Twitterにて2015年5月29日より順次発表されている。あいうらはリアルタイムで進行しているので、それをもとに推測すると生年月日は、1995年4月2日～1996年4月1日のいずれかになる（教師陣は水森先生が1988年頃、山下先生が1985年頃、松野先生が1983年頃、若月先生が1981年頃になる）。

### 高校生
天谷 奏香（あまや かなか）
声 - 中島唯
クラスは1-3→2-2→3-2。1年時の出席番号は1番で座席は廊下側1列目の3番目（本来は最前席だが歩子と入れ替わっている）。
11月10日生まれ。オレンジがかった茶髪のロングヘアで右側の髪をサイドテールにしている。髪の色は染髪によるものであるが、彩生と違い染めた時期は不明（地毛は颯太と同じこげ茶色）。制服はネクタイではなくリボンを付けている（基本はネクタイ）。雑誌版第4話にて誕生日を迎えて16歳になった。星座はさそり座。身長は160cm。歩子からは「カナカナ」、南緒からは「あまやん」と呼ばれている。
常にハイテンションかつ元気な女の子でいろんなことを思いついては周りを巻き込んでいくトラブルメーカー的存在。いろんな面で駄目な女の子だが、ポジティブな性格ゆえか、さほど気にしていない模様。しかし、3年生になってからは南緒の指導もあり、成績が向上しているらしい。たびたび自分をかわいいと言う旨の発言をしているが、他人から美少女扱いされることはあまりなく、実際にそれを明確に認めたのは赤松のみであったが羽美の姉である晴のピンチヒッターとして読者モデルの仕事をした際は好評だったようで大学進学後も時折読者モデルとして活動しているようである。その一方で、クラスメイト全員とメールアドレスの交換を行ったり、初対面の相手でもすぐに打ち解けることができるなど大変社交的な一面も持つ。人に変なあだ名をつけたがる癖があり、彩生を除いたほとんどの人物にあだ名をつけている。
卒業後は優月と同じ大学に進学（彩生、歩子とは異なる学校）。
小学生の頃はやや人見知りでおとなしい性格だった（ただし、人にあだ名をつける癖はその頃からのもの）。ブロッコリーとプチトマトが苦手。
人気投票では第5位→第6位。Web版、雑誌版ともに第1話から登場。
岩沢 彩生（いわさわ さき）
声 - 飯田友子
奏香の幼馴染。クラスは1-3→2-2→3-2。1年時の出席番号は2番で座席は廊下側1列目の2番目。
12月9日生まれ。金髪のショートカットが特徴。金髪だが両親はれっきとした日本人で髪の色は染髪によるものであり、高校入学前に染めていたことがコミックス1巻で明らかになっている（地毛は黒髪）。高校卒業後の雑誌版最終話では再び黒髪に戻していた。制服は基本的に着崩している。南緒からは「サッキー」と呼ばれている。
クールで男勝りである一方、やる気がなく面倒くさがりな一面もある。しかし、決まったことに関しては手を抜かずに臨む律儀な性格で、皮肉にもその結果本人にとってより面倒なことに発展することも多く、学校行事においてもそのジンクスによってファンを増やす結果となっている。寝起きがかなり悪いが奏香との通学で遅刻は免れている。ゲームが好きで、PSPなどで遊んでいることが多く、ゲーム関係のことではやる気を出すことも多い。歌唱力に関しては陽奈子や音楽経験者の瑠唯が感動を覚えるほど高い。幼馴染の奏香にはツッコミも含めて厳しい態度が多いが、小柄な歩子には何かと甘い態度をとることが多い。歩子以外にも子犬や子供などの小さいものが好きな一面もある。小学生時代は高校生時に比べると活発ではあるが男勝りな所は共通している。奏香とは颯太を通じて友人になる。ややぶっきらぼうではあるものの本質的には親しみやすい人物。身長は170cm近くと高く運動神経も抜群だが、水泳だけはできない。学力に関しては奏香曰く「中の下」らしくそこまで高くないらしい。見た目がややボーイッシュなせいか時々男と間違われることがある。運動神経の高さや男前な一面からか、憧れやライバル心を抱いたりする者も多く、それにより作中でも泉水たち1組の3人や陽奈子ら後輩などとの交流のきっかけをつくっている。その他にも女子に人気があり、男子からも隠れた人気があることが語られている。ポテチはのりしおが好き。辛い物好きであり奏香が作った激辛クッキーを平気で食べるほどだが、甘いものはやや苦手でコーラ等の炭酸も好むが普通のものは甘くて飲めないと発言している。
卒業後は羽美と共に「西大」と言う大学へ進学した。
人気投票では第2位→第1位。Web版、雑誌版ともに第1話から登場。
上原 歩子（うえはら あゆこ）
声 - 田村奈央
クラスは1-3→2-2→3-2。1年時の出席番号は3番で座席は廊下側1列目の最前席（本来は3番目だが奏香と入れ替わっている）。2年時は保健委員を務めている。
9月6日生まれ。初登校の日に奏香達と知り合う。奏香からは当初は「アユコング」というあだ名を付けられていたが最終的には「ゆっこん」と呼ばれるようになった。彩生・南緒からは「アユ（ちゃん）」と呼ばれている。グレーがかった黒髪のロングヘアをおさげにしている。通常のブレザーはWeb版第1話以降着用せず、グレーのセーターやベスト（アニメではクリーム色系統に変更されている）を着用している。かなり小柄（150cm未満）だが、胸は大きい。背が低いことをかなりコンプレックスに思っているが、彩生からはその点で気に入られている。容姿は泉水から中根と比類されるなどいい方であり、人気もかなり高いらしい。ちなみに裕子曰く、小柄なのは母親の遺伝とのこと。隣町から電車通学している。学力は奏香曰く「上の下」らしくそこそこよい。おとなしめな性格で、奏香、彩生との3人の中ではもっとも常識人であるため振り回されることが多いが、奏香のボケに乗ったり、あだ名を付けた奏香を「カナカナ」と呼び返したりと、意外とノリの良いところを見せることもある。背が高い彩生には憧れの念を抱いている。犬派。
卒業後は春菜・恵理と同じ大学へ進学（奏香、彩生とは異なる学校）。
人気投票では第1位→第2位。Web版、雑誌版ともに第1話から登場。
簗瀬 芽依（やなせ めい）
声 - 佐倉綾音
クラスは1-3→2-2→3-2。1年時の出席番号は30番で座席は窓側1列目の最後席。奏香達のクラス委員長を務めている。
7月22日生まれ。やる気の無い山下に代わってクラスをまとめることが多い。歩子ほどではないが小柄で華奢な容姿をしている。奏香に「やなんちょ」というあだ名をつけられている。紫がかった黒髪のロングヘアで、右側の髪をヘアピンでとめ、奏香とは逆に左側の髪をサイドテールにしており、本人も被っていると少し気にしている。雑誌版最終話ではショートカットになっている。彩生や泉水など、男っぽい口調の女性が多い中、女性語特有の語尾で話すことが多い。男子からの人気はあるようでクラス女子の人気投票でも票を得ていたり、告白してくる男子もいたりしていた。基本的に人物を呼ぶときは、苗字で「〜さん」、「〜君」と呼ぶことが多いが仲のいい南緒は呼び捨てで呼んでいる。1組の3名や中根などと比較すると奏香達との交流は少なめであるが、成績優秀であるため南緒とともに勉強面で頼られることは多い。気が強く生真面目な性格で、奏香の言動には何かと目くじらを立てることが多い。ややツンデレな一面もあり、喜んだときなどに素直になれない部分があるが、根はお人好しで騙されやすくややのせられやすい人物。学力も90点以上と優秀ではあるものの南緒には僅差で負けてしまうことが多いとのこと。進路は南緒と同じ学校を希望している。任されたことに関してはたとえ押し付けられたものでもやり通すなど非常に責任感も強い。また意外と負けず嫌い。城と野球が好きでありその2つに対しての趣旨が深い。特に野球に関しては熱くなりやすく、南緒と共に球場に赴いたり、勉強以上に理路整然とした解説をする。
人気投票では2回とも第3位。Web版では第2話、雑誌版では第1話から登場。
真中 南緒（まなか なお）
クラスは1-3→2-2→3-2。1年時の出席番号は29番で座席は窓側1列目の4番目。
芽依の友人であり、一緒にいることが多い。身長は奏香らよりやや低い。茶髪のショートヘアを真ん中分けにしている。奏香からは「マナックス」と言うあだ名を付けられている。ノリが良く飄々とした性格で、奏香のボケに乗ることも多い。また奏香ほどではないが他人をあだ名で呼ぶことが多い。その一方でテストで100点を取るなど、成績は優秀で手先もかなり器用。また奏香や泉水からは教えるのがうまいとも称されており、3年生になってからは奏香達に勉強を教えることが多くなった。進路は芽依と同じだが既に推薦によって内定が決まっている。また、お菓子作りも得意で好評だが、基本的に一部に変わった味を混ぜている。一方で高所恐怖症であり、清水の舞台に行った際も狼狽していた。アニメでは下記の達也、榎畑、春菜と共に登場こそするもののセリフはない。
人気投票では第9位→第5位。Web版、雑誌版ともに第4話から登場。
佐竹 達也（さたけ たつや）
クラスは1-3→2-2→3-2。アニメにおける座席は窓側1列目の3番目。
あだ名は「タケタツ」で奏香からは「タツタケ」と呼ばれている。髪の色は茶色。南緒とは同じ中学出身。奏香達のクラスの副委員長でもある。その繋がりから芽依とも交流が多い。穏やかかつ常識的な性格の少年だが、やや思い込みが激しい面があり年頃の男子らしく女子への対応に困ることが多い。一方でハート型の手作りチョコを義理チョコと信じるなど本人もやや鈍感な所がある。
人気投票では第16位→第17位。Web版では第8話、雑誌版では第9話から登場。
榎畑 友樹（えのきばた ゆうき）
あだ名は「エノ」。クラスは1-3→2-2→3-2。アニメにおける座席は廊下側1列目の4番目。
髪の色は黄土色で妹の瑠唯とは全く異なるがこれは兄妹共に染髪しているからである。背丈は達也より若干低い。達也の友人。眼鏡をかけている。女好きな一面があり女子にモテたがっているが、基本的に達也以外とはつるまない為クラス内での影も薄いらしく、2年間同じクラスである歩子にも忘れ去られていた。
人気投票では第34位（途中参戦）→第20位。Web版では第8話、雑誌版では第9話から登場。
小松 春菜（こまつ はるな）
クラスは1-3→2-2→3-2。アニメにおける座席は廊下側1列目の最後席。
あだ名は「こまっちゃん」。茶髪のポニーテールが特徴。テニス部に所属している。カラっとしていて気さくな性格でいつも笑顔を絶やさない明るい少女だが、恵理曰く怒らせると怖いらしい。恵理がテニス部の先輩に好意を抱いていることを知っており、後押しすることが多い。手先はそこまで器用でないらしいことが恵理によって語られている。進路は歩子・恵理と同じ学校進学希望。
人気投票では2回とも第18位。Web版では第9話、雑誌版では第7話から登場。
辻 恵理（つじ えり）
クラスは1-3→2-2→3-2。
あだ名は「ツージー」。ボーイッシュな容姿の持ち主。髪型はウニを思わせる黒髪のショートカット。入学当初は髪は逆立てておらず好意を寄せる先輩がウニが好きと言う理由で現在の髪型になった。制服のブレザーはボタンを外し、前を開け、制服用のネクタイやリボンは付けていない。一人称は「ウチ」。春菜とは同じテニス部でありダブルスでペアを組んでいるなど仲がよい。見た目によらずシャイな性格でテニス部の先輩に片思い中であるなど意外と純情で押しが弱いため春菜からは｢へたれ｣扱いされている。思っていることが顔に出やすいタイプ。進路は歩子・恵理と同じ学校進学希望。Web版最終話では髪を伸ばしていた。
人気投票では第20位→第19位。Web版では第9話、雑誌版では第7話から登場。
芽依の隣の席の少女
本名不明。クラスは1-3→2-2→3-2。
1年生時に芽依の隣の席に座っていた少女。やや眠たそうな目とロングヘアが特徴。具体的な性格などは不明だが学校祭などで時折姿を見せている。アニメには未登場であるがBD特典のデザイン集にて設定画が存在している。
人気投票では第21位（途中参戦）→第40位（途中参戦）。Web版では第8話から、雑誌版では第29話から登場。
柏尾 泉水（かしお いずみ）
クラスは1-1→2-1→3-1。
髪型はやや茶色がかった黒髪のセミロングの少女。4月1日生まれ。身長は奏香と同じくらい。奏香からは「オカシー」と呼ばれている。コンビニでアルバイトをしている。1年生の時の球技大会で対決してから彩生を勝手にライバルのように思っている。また、簗瀬のこともライバル視しているが、彩生とは異なり、簗瀬は勝負に乗ることが多い。その後、たまたまコンビニのアルバイトを共にして以降はさらに積極的にからむようになり、ありさや羽美も含めて奏香たちとも交流するようになった。思ったことははっきりと言うタイプ。やや古風な男口調で話す。かなりの自信家かつ勝負好きな性格で無駄に態度が大きいが、実際のところはあまり大したことが無く、運動神経および学力に関してはほぼ奏香と同レベル。クラスでも成績は下位らしい。しかし勝負好きな面や自信家の部分を除けば比較的常識人な一面もあり、そこそこリーダーシップもあるので1組のクラスメイトのまとめ役になっていることも多い。また、褒められるのは苦手で、学校一のマドンナを決めようとしていた際には恥ずかしさで辞退した。料理が得意という一面があり、家族の分の弁当も毎日作っているとのこと。また淳の所属する草野球チームにも差し入れをすることが多く評判もよい。服装も口調とは裏腹に女の子らしいもの着ていることが多い。進路はパティシエを志望している。兄の淳との仲はかなり良く、「カッコイイ」と誇らしげに語ったりするなどかなりのブラコン。彩生からも奏香と同じような意味で面倒な存在と認識されている。
人気投票では第11位→第7位。Web版では第12話、雑誌版では第5話から登場。アニメには登場しない。
畔田 ありさ（くろだ ありさ）
クラスは1-1→2-1→3-1。
髪型は黒髪のボブカット。8月13日生まれ。一人っ子。あだ名は「あさり」で、本名で呼ばれることはあまり無い（ただし、芽依や中根などのように本名で呼ぶ人物もいる）。これは泉水によって付けられたもの（泉水の覚え間違いから）で現在はクラスでもかなり定着しており、他クラスの生徒や後輩も使用している。奏香や水森などからは「あさりん」と呼ばれている。また、苗字は読みにくいため下の名前で呼ばれることが多いとのこと。作中では歩子に次いで小柄だが歩子と違い当初こそコンプレックスに思っていたものの、泉水との交流で現在はコンプレックスは無く、逆に背の低さには自信があったと悔しがっていた。無口で無表情だがノリは良く、泉水の言うことを鵜呑みにして信じ込んでしまうことも多い。また太れない体質らしくスレンダーな体型。その容姿によらず特大パフェを1人で完食するほどの大食らいでもある。彩生とは対照的に甘党であり、辛い物は苦手。夏場以外には黒のタイツを履いている。進路は声優を目指している。ヒーロー番組「ニャットマン」が大好きで同じくファンの中根や美鈴とも意気投合している。運動神経がとても良く、クラス対抗のサッカーの試合では彩生に引けを取らない実力を見せ、1組の勝利に貢献した。力も強い方で、トランプで消しゴムをケースごと切断したり、ボールを取るために木を蹴り飛ばして揺らしたこともある。またゲームの腕前も高い。一方で学力に関してはそこまで高くない。前述の理由もあり泉水と仲が良く彼女が構ってくれないと少し寂しがるなどかわいらしい一面もある。羽美に対しては（主に体重絡みのことで）からかうことが多い。
人気投票では第4位→第8位。Web版では第12話、雑誌版では第5話から登場。アニメには登場しない。
吉野 羽美（よしの うみ）
クラスは1-1→2-1→3-1。
泉水やありさの友人。髪型は茶髪のロングヘア。7月20日生まれ。制服のブレザーはボタンを外し、前を開けている。身長は奏香らよりやや高く、豊満なスタイルの持ち主である。そのため、クリスマスに丈の短いスカートを着ていた時には、奏香や泉水に「エロい。」と言われた。一方で、ややぽっちゃり気味でもあるらしく体重のことに関してはかなり気にしているようで、周りからは大食い扱いされたり、｢〜したら太る｣、｢〜したら痩せる｣とからかわれることが多い。そのせいか、スタイルのいい姉の晴にコンプレックスを抱いている。サバサバしていて割と常識人で面倒見もよい。その性格ゆえか、泉水とありさの珍妙な会話に突っ込んでしまったのが交流のきっかけだった。泉水と同様男っぽい口調で話す。学力はあまり高くないが1組の3人の中では一番よい。奏香から｢うみんちゅ｣と言うあだ名を付けられた。当初泉水とありさが進路を決めていたのに対し本人は決めかねていたが最終的には彩生と同じ西大への大学進学を希望している。
人気投票では第6位→第4位。Web版では第17話、雑誌版では第5話から登場。アニメには登場しない。
中根 優月（なかね ゆづき）
クラスは1年時不明→2-2→3-2。
髪型は黒髪のロングヘア。3月10日生まれ。歩子とは通学の電車で一緒になってから親しくなり、奏香達とも交流することが多くなった。長い睫毛と色白な肌の持ち主で、一見すると彩生曰く「人形みたい」と称されるような、清楚でミステリアスな雰囲気を持つ美少女だが、実はかなりのドジっ娘で、内面は非常に天然かつ子供っぽいマイペースな性格。童顔ではないが身長は比較的小柄であり全体的にスレンダーな体型。芽依同様に人物を呼ぶときは、苗字で｢〜さん｣と呼ぶ。通学時はよく寝過ごしてしまい、遅刻することが多いらしい（初登場のWeb版第25話でも遅刻により松野に叱られる中根の姿が確認できる）。なぜか目を開けたまま寝る癖がある（中学生の頃からのもので本人は自覚なし）。物覚えが悪いらしく、クラスメイトや先生の名前を忘れていることが多く、勉強も苦手。また、ドジなところが災いしてよく怪我をするらしい。無類の猫好きであるが本人は猫アレルギー。かなりの猫舌。奏香からは「中根君」と呼ばれている。最初は「ナカネル」とあだ名をつけられたが、本人が覚えなかったため、現在の呼び方になった。作中では一貫して苗字でのみ呼ばれており、名前も意図的に伏せられていたが第7巻にてフルネームが明らかになった。進路は奏香と同じ学校への進学希望。
人気投票では第7位→第9位。Web版では第25話、雑誌版では第9話から登場。アニメには登場しない。
角野（かどの）
奏香達と同じ学年で1年時は同じ1-3だったが2年以降のクラスは不明（少なくとも3年時は奏香達3-2や泉水達の3-1とは別クラス）。
卓球部に所属している。威勢が良くハキハキとした性格の少女。髪型は山吹色のショートカット。1年生から卓球部なためか強敵との連戦後とはいえ彩生に卓球で勝利している。
人気投票では2回目のみ参戦で第40位（途中参戦）。Web版では48.5話から登場。
猶原 陽奈子（このはら ひなこ）
奏香達の1学年後輩。アシンメトリーに分けた前髪と右目の泣きぼくろが特徴。
明るく社交的だが負けず嫌いな性格。奏香からは「このっこー」、彩生・歩子からは「ヒナ（ちゃん）」と呼ばれている。何事も人並み以上にこなすことのできる天才肌の持ち主でギターを初心者にもかかわらずすぐに弾けるようになったり、カラオケで97点を記録したりとその片鱗を見せている。その他にも、陸上部退部後に様々な部活に仮入部し全てにおいて即戦力になれる実力を見せたことが語られている。当初は陸上部に所属し体育祭での彩生の活躍を見て、彼女に勝負を挑むが敗北。陸上に関しては漫然と続けてきて、スランプを感じ始めていた部分もあったようで（それでも十分に脚は速い方で陸上部のエース候補とうたわれていた）、彩生の言葉を聞いてふっきれ、陸上部をやめる。その後、彩生をリスペクトして黒髪を金髪に染めている。彩生の卒業に伴い一度は黒髪に戻したが彩生へのリスペクトを捨てられなかったため最終的には間を取るということで茶髪で落ち着いている。紆余曲折の末に、彩生のファンクラブを瑠唯と共に結成しており、ファンクラブ会長を務めている。家は裕福な方で、難なくゲームを一式買いできるほど。
人気投票では2回目のみ参戦で第22位。Web版では第42話、雑誌版では第17話から登場。
榎畑 瑠唯（えのきばた るい）
陽奈子と同じく奏香達の1学年後輩。陽奈子の友人でありエノの妹。
髪型は桃色がかった茶髪に染めた髪をアップスタイルのポニーテールにしておりブレザーの下にはパーカーを羽織っている。男勝りな性格で年上にもやや砕けた敬語で話す。音楽に強いらしくプレゼントにCDを用意したり自作の曲を演奏したりと音楽へのこだわりが強く楽器の演奏もできる。そのため、当初は陽奈子の提案に乗りバンドを組もうと考えていたが、彩生の歌唱力に感動して陽奈子と共に彩生のファンクラブを結成し副会長に就任している。陽奈子の万能さには驚くと同時に逆にあきれている節がある。エノ同様面食いな一面もあり、池田などのイケメンに心を奪われたりもした。兄との仲は険悪で、バカ呼ばわりも珍しくない。
人気投票では2回目のみ参戦で第22位。Web版では第45話、雑誌版では第17話から登場。
赤松 純（あかまつ じゅん）
颯太の同級生の男子。長めの髪と三白眼が特徴。
当初は奏香達と仲良さそうにしている颯太をみて嫉妬していたが、周りの女子が彼の姉の知り合いであったことを知り、颯太を「兄弟」と呼ぶようになる。奏香からは「赤まっつん」と呼ばれている。女好きかつかなりの情報通であり、奏香達の情報を調べ上げていた。出所は不明であるがその情報は基本的に正確で颯太からはたびたび情報の出所について怪しまれることが多い。本人曰く学校のかわいい娘は粗方知り尽くしているらしい。胸は大きい方が好みらしく、中根の胸が小さいことに関しては「致命的」と称している。奏香達4人の中では奏香が一番好みであるらしく颯太を驚かせた。
人気投票では2回目のみ参戦で第22位。Web版では第49話、雑誌版では第21話から登場。
池田（いけだ）
颯太の同級生。所謂イケメンであり、性格も気さくかつ爽やかな好青年。通称「イッケ」。当初は彼女はいなかったが告白してきた女子と付き合うこととなった。颯太いわく甘党。
人気投票では2回目のみ参戦で第46位（途中参戦）。Web版では第51話（おまけ更新版）から、雑誌版では第32話から登場。

### 教師陣
山下 寿美子（やました すみこ）
声 - 内山夕実
奏香達のクラスの担任。体育教師。Web版第6話時点で26歳。2月28日生まれ。女性。髪型は鳶色のセミショート。
教師ではあるものの、かなりズボラかつ面倒くさがりな性格であり、生徒はおろか自分の名前の漢字すら忘れていたこともある。そのためクラスをまとめるのはほとんど芽依に一任しており自分のクラスの内情を知らないことも多い。しかし体育教師であるため本気を出した時の運動神経は彩生に匹敵するほど高い。「Onion」や「幕の内」など変わったロゴの入った服を着用することが多い。また彩生以上の長身であり、成人男性である松野とほぼ同じくらいの背丈でスタイルもいいが女性らしく着飾ることはほとんどない。奏香からはホームルームでの誤答が由来で「ヒカル先生」と呼ばれている。
人気投票では第13位→第15位。Web版では第2話、雑誌版では第1話から登場。
松野 修作（まつの しゅうさく）
声 - 杉田智和
数学教師。Web版第6話時点で28歳。男性。髪の色は黒。
やや強面で規律に厳しいため一見すると恐い先生に見られるが、生徒思いの熱血漢であり、生徒からの人気は高いらしい。基本的に生真面目かつ常識的な性格であるものの、遅刻した生徒にじゃんけんで勝負を挑むなどややズレた一面もある。しかし、わざと後出しをして負けて、生徒を見逃している。また、バレンタインや節分などのイベント事には寛容で、チョコを渡せずに迷っている生徒を後押ししたり、生徒とともに乗っかることも多い。ホワイトデーには生徒全員に配るかのような大量のお返しを持参していたり、受験前に生徒一人一人合格祈願をしたりとすさまじい執念を持ち合わせている。体育会系ではあるものの運動神経はあまり高い方ではない。「たわし丸」という猫を飼っている。既婚者であり、既に娘もいる。写真撮影が趣味のようでたわし丸や娘の写真をよく持ち歩いている。機械オンチで写真のプリント方がわからず、妻に頼んでいる。
人気投票では第12位→第14位。Web版では第6話、雑誌版では第2話から登場。
若月 美鈴（わかつき みすず）
声 - 田村ゆかり
泉水たち1組の担任。英語教師。Web版第6話時点で30歳、Web版第31話にて31歳、Web版50話にて32歳となった。女性。独身。
30代だが童顔で、かつ学校の制服を着ている（本人曰く、その方が萌えるからとの理由）ため、どう見ても30代に見えない容姿をしている。15年近くその容姿に変化はないらしい。明るいベージュの髪をツーサイドアップにしている。一部の女生徒からも「ミスズちゃん」と呼ばれるなど同級生のような対応をされている。気さくな性格で年齢のことや生徒の対応については特に気にしていないようだが、独身であることに関しては結構気にしている。趣味も若々しく、恋愛やスイーツの話題を好み、｢甘い匂いを嗅ぎつけた｣と言って生徒の会話に混ざることがたびたびある。いわゆるオタクでありコミケにも参加したと語るなどサブカルチャーへの関心も深い。また、裕子の書いている漫画のファンらしく、本人の前では大変興奮していた。射的がかなり得意であり、射的屋の店主には「スナイパーミスズ」と称されている。松野が生徒との判別用に白衣を作って以降は、制服の上に白衣を着用し、夏場からはセーラー服に変えた。その後は白衣とともにセーラー服を着用している（ただし、WEB版50話と雑誌版14話は学校の制服を着ている）。白衣は松野が制作したもの以外にも自前で購入している。
人気投票では第8位→第10位。Web版では第6話、雑誌版では第2話から登場。
水森 愛（みずもり めぐみ）
養護教諭。Web版第31話時点で24歳。女性。
教師陣では最年少だが年上に見られることが多いらしく本人も気にしている。黒髪のロングヘアで外はねになった前髪と一本結びのお下げ髪が特徴。料理屋のような掛け声で生徒を出迎えたり、生徒をあだ名で呼んだりとノリのよい性格である。恋愛については女性教師陣の中で一番敏感で、山下や美鈴を心配する一面もある。一方でゴリラにうっとりするという変わった一面もある。雑誌版第9話で判明した｢小森｣という名前は誤植。下の名前はWeb版第二回人気投票結果発表にて明らかになった。
人気投票では第17位→第13位。Web版では第26話、雑誌版では第9話から登場。

### 生徒の家族
天谷 颯太（あまや そうた）
声 - 花守ゆみり
奏香の弟。中学2年生→中学3年生→高校1年生。
5月29日生まれ。髪の色はこげ茶色。奏香に比べるとしっかりとした常識人であり、姉の言動には振り回されがち。小学生時代は泣き虫な性格で彩生とは奏香よりも早くに交流があり、奏香と彩生が知り合ったのも自宅に彩生を招いたのがきっかけだった。彩生の幼馴染ゆえ、陽奈子・瑠唯に趣味嗜好を細かく聞かれたり、強制的にファンクラブに加入させられたりと学校でも苦労している。Web版48.5話にて奏香達と同じ学校に進学することが判明した。初登場時は奏香よりやや低いほどの身長だったが高校進学時点では彩生と同じくらいの背丈になっている。瑠唯同様制服の下にはパーカーを羽織っている。昔はサッカー選手を目指していたが、女の子である彩生に勝てないようでは無理だと悟り、断念した。
人気投票では第10位→第11位。Web版では第10話、雑誌版では第4話から登場。
奏香・颯太の母
奏香と颯太の母親。本名不明。セリフのみの登場であるが、奏香とおつかいのやりとりで芝居をするなどノリのいい人物。
Web版第23話（単行本新規イラスト）から登場（セリフのみ）。
岩沢 彩（いわさわ あや）
彩生の母親。名前は雑誌版第5話にて判明しているがセリフのみの登場で容姿は不明。
雑誌版第5話から登場（セリフのみ）。
岩沢 幸生（いわさわ ゆきお）
彩生の父親。髪の色は黒髪。なかなか親馬鹿で、彩生の浴衣を買うために大金を出そうとしていた。名前は雑誌版第5話で判明。
雑誌版第13話から登場。
上原 裕子（うえはら ひろこ）
歩子の姉。年齢不詳。
歩子と同じくグレーがかった黒髪のロングヘアで自宅で漫画を描いている際は眼鏡を掛け、髪をまとめているが、打ち合わせなどの外出時は眼鏡を外し、髪をストレートにしている。背丈に関してはあまり低くない。「箸 びろ子」というペンネームで「マジカルスレイヤーみよ子」というギャグ漫画を描いている漫画家。しかし、歩子には同じ雑誌掲載の「白餡ルーレット」を書いていると勘違いされていた。かなりの妹好きで妹の歩子を溺愛しており、歩子が絡むとなりふり構わず暴走してしまう。そのせいか、歩子も自宅に奏香達を呼ぶことを避けていた。歩子の成長記録をアルバムやDVDに大量に保存しており、一部コピーを奏香たちに「宿題」と称してプレゼントしている。
人気投票では第19位→第26位。Web版では第20話、雑誌版では第6話から登場。
歩子・裕子の母
歩子と裕子の母親。本名不明。髪型はショートカット。歩子と同じ位小柄な女性で裕子からも歩子は母親似であると称されている。
Web版第25話（単行本新規イラスト）から登場。
芽依の父
芽依の父親。本名不明。WEB版62話までは親のキャラクターの中では唯一素顔がはっきりと描かれていた（WEB版63話で、真中の母の素顔が描かれている）。
一見眼鏡を掛けた普通の中年男性に見えるが、「彼氏が出来るかもしれない」という理由で娘に携帯を持たせなかったほど、娘に対して過保護な性格。
人気投票では第22位（途中参戦）→ランク外。Web版では第8話、雑誌版では第23話から登場。
芽依の母
芽依の母親。本名不明。髪型はポニーテール。
雑誌版では第23話から登場。
吉野 晴（よしの そら）
羽美の姉。雑誌版第16話時点で20歳。
髪型はやや癖のあるショートカット。家にいる時はだらしのない部分が目立つが、スタイルのいい美人な女性で読者モデルの仕事をしている。ありさと同様に羽美を体重の絡みでからかうことが多い。
人気投票では2回目のみ参戦で第40位（途中参戦）。Web版では第54話、雑誌版では第6話から登場。
柏尾 淳（かしお じゅん）
泉水の兄。
気さくな好青年だが、泉水とは非常に仲が良く、泉水が一番かわいいと豪語したり、周りを気にせずに泉水と仲良くするなど裕子とは違うベクトルのシスコンでもある。また、泉水の友人に対してはたびたび「カワイイ」と称するが最終的には泉水が一番と誉める。草野球チームに所属しており高校時代は野球でスポーツ推薦されるほど優秀な腕前を持つが、泉水同様頭はあまり良くないらしく、サインを憶えることができずプロになるには至らなかった。
人気投票では2回目のみ参戦で第32位（途中参戦）。雑誌版では第16話から登場。
実奈（みな）
南緒の従妹の少女。
南緒を幼くしたような容姿だが髪は南緒よりも長髪。大人しいが天真爛漫な性格で当初は金髪である彩生を少々怖がっていたが、歩子の協力もありすぐに懐いた。
人気投票では2回目のみ参戦で第28位（途中参戦）。雑誌版では第30話から登場。

### その他の人物・キャラクター
八隅（やすみ）
裕子および広瀬の担当編集者の女性。
髪型はあずき色のミディアムボブ。編集者としては新人であるらしく、気弱で優柔不断な性格でかなりの泣き虫。
人気投票では2回目のみ参戦で第16位。Web版では第48話、雑誌版では第14話から登場。
広瀬（ひろせ）
裕子と同じ雑誌の人気漫画「白餡ルーレット」の作者である漫画家。雑誌版第14話時点で23歳。男性。
やや長めな髪と無精髭が特徴。ペンネームは「広」。売れっ子漫画家ではあるものの気分屋かつマイペースな性格で、ナンパ癖のある変わり者。そのせいか自身の仕事よりも女性に関することを優先することが多い。漫画に対する熱意は薄いが自他ともに認める天才であり、漫画家としての才能は優れており、右手が使えなくなった際も、左手で難なく漫画を描き上げたほど。一方でアナログ派であるため機械作業はからきしである。
人気投票では2回目のみ参戦で第28位。Web版では第48話、雑誌版では第14話から登場。
オカザキ
上原家で飼われている犬。
命名は彩生によるもの。捨てられていたところを歩子と中根に発見されそのまま歩子の家で飼われることになった。当初は子犬だったがかなりの成長速度で大きくなっている。
人気投票では2回目のみ参戦で第12位（途中参戦）。Web版では第44話、雑誌版では第24話から登場。
相浦 ノリ子（あいうら のりこ）
Web版第18話より情報コーナーを担当する少女。
桃色のツインテールが特徴で作中奏香達が着用している制服を着ている。長らくその正体は不明だったが、番外編にてその素性が明かされた。作者の茶麻曰く「メタ担当」。明るい性格だが、さらりと黒い発言をすることも。なお、「ノリ」には「宣」と「教」という意味が含まれている。
人気投票では第15位（途中参戦）→第26位（途中参戦）。
茶麻（ちゃま）
原作者。
主に番外編での本人の実体験の話などに登場する。人気投票などでノリ子と共演することも多い。
人気投票では第14位（途中参戦）→第28位（途中参戦）。

## 各話リスト

### Web版
- 第1話 初登校
- 第2話 ホームルーム
- 第3話 あだ名
- 第4話 パン
- 第5話 ボウリング
- 第6話 先生
- 第7話 事件
- 第8話 ケータイ
- 第9話 部活
- 第10話 弟
- 第11話 結果
- 第12話 サッカー
- 第13話 雨
- 第14話 話題
- 第15話 プール
- 第16話 バイト
- 第17話 対決
- 第18話 クッキー
- 第19話 体育祭
- 第20話 上原家
- 第21話 漫画家
- 第22話 寄り道
- 第23話 クリスマス〔+コミックス情報追加（1月18日に追加）〕
- 第24話 ダイエット
- 第25話 風邪
- 第26話 身長
- 第27話 1
- 第28話 2年生
- 第29話 通学
- 第30話 ケンカ
- 第31話 飲み会
- 第32話 岩沢家
- 第33話 追跡
- 第34話 写真
- 第35話 昼休み
- 第36話 映画
- 第37話 夏祭り
- 第38話 スイカ
- 第39話 小学生
- 第40話 サイフ
- 第41話 演劇
- 第42話 体育祭II
- 第43話 手紙
- 第44話 犬
- 第45話 パーティー
- 第46話 初夢
- 第47話 ヒーロー
- 第48話 新年会
- 第48.5話 間話
- 第49話 入学
- 第50話 お祝い
- 第51話 球技大会〔+おまけ更新（5月22日に追加）〕
- 第52話 修学旅行II
- 第53話 修学旅行III
- 第54話 進路
- 第55話 メガネ〔+追加告知（8月7日に追加）〕
- 第56話 夏休み
- 第57話 猫
- 第58話 デート
- 第59話 プレゼント
- 第60話 団子
- 第61話 ライブ
- 第62話 体育
- 第63話 勉強会II
- 第64話 贈り物
- 第65話 初詣
- 第66話 ラブレター
- 第67話 モデル
- 第68話 受験
- 第69話 合格発表
- 第70話 卒業式
- 第71話 動物園
- 最終話 出発

### 番外編
- 番外編 なのエース連載の経緯？
- 番外編 コミックス化の経緯？
- 番外編 キャラクター人気投票結果発表
- 番外編 アニメ化が決まったよマンガ
- アニメ追加情報告知（2013年2月13日に削除）
- 番外編 3、4巻連続刊行するよマンガ（2013年3月13日に追加情報）
- 番外編　コミックス情報とか色々あるよマンガ
- 番外編　第2回キャラクター人気投票結果発表
- 販売促進4コマ漫画（書店向けペーパー『コミック通信』掲載）

### 雑誌版
タイトルは単行本より。第1話から第26話まではなのエース掲載。第27話以降は少年エース掲載。
- 第1話 問題
- 第2話 夏
- 第3話 夢
- 第4話 誕生日
- 第5話 雪
- 第6話 正月
- 第7話 バレンタイン
- 第8話 マジック
- 第9話 中根
- 第10話 遊園地
- 第11話 追試
- 第12話 人気者
- 第13話 花火
- 第14話 打ち合わせ
- 第15話 文化祭
- 第16話 姉妹
- 第17話 バンド
- 第18話 にらめっこ
- 第19話 節分
- 第20話 告白
- 第21話 調査
- 第22話 ファンクラブ
- 第23話 修学旅行
- 第24話 散歩
- 第25話 海
- 第26話 誕生日II
- 第27話 体育祭III
- 第28話 勉強会I
- 第29話 従妹
- 第30話 真中家
- 第31話 バレンタインII
- 第32話 感謝祭
- 最終話 同窓会

### 出張版
- 貯金 - 『少年エース』2012年6月号掲載。

## 左上
本作品のWeb版においての作品ごとのタイトル画面は「ノートのページにタイトルが書かれている」というものであり、この節で説明する「左上」とは、そのタイトル画面のノートの左上に描かれている、「棒人間の物語」のことを指す。第1話から続くシリーズものになっている。
ただし、第17話は作者の都合で描かれていない。最初のタイトル画面には「今回、作者がいっぱいいっぱいなためココのアレはお休みです ご了承ください。」と書かれている。
第21話にて最終回を迎えた。

### 登場人物（左上）
サヤカ
左上の主人公的存在。女性。
ある日シンジに告白し、実は兄妹だった（という嘘）と聞かされ、それ以降さまざまな男性に出会うこととなる。
かなりの守銭奴で、金に釣られたり、手に入れたものを即売りさばくなどしている。
また女性ではあるが柔道の心得があり、身体能力が高い。しかし、まわりのキャラが強いためやられてしまうことが多い。
最終的には物語の1年後にシンジの遺産などを相続した後、タケシと結婚した。
シンジ
サヤカに告白された人物。男性。
告白してきたサヤカに「実は兄妹だ」と嘘をついたり、サヤカへの告白をあっさりOKするなど、サヤカへの扱いはぞんざい。
ヒトミに惚れていたが、彼女が彼氏持ちだと知った瞬間あっさりと銃撃し、結局サヤカを選ぶなど、かなり身勝手な性格。
紆余曲折の末ついにサヤカと結婚するが、ヒトミを殺したことが仇となり、彼氏であるよしおに撃たれた。
山田モモ助
サヤカに惚れていた人物。53歳。男性。無職。
いきなり現れてサヤカに告白し、宝くじで大金を手にしていたという理由から一時的にサヤカと付き合うが、既に一文無しになっていたことが判明し、崖から落とされ重傷を負う。
その後手術により一命を取り留めるが、記憶喪失になる。その後サヤカを思い出し彼女に復讐しようとするも、マサヒロの自爆と共に消滅した。
ガケ美
崖の精。非常に長い腕と胴体が特徴。
モモ助が落ちた崖から現れ、金メッキのプラスチックでできた「金のモモ助」をサヤカにあげた。
その後は記憶を無くしたモモ助の世話をしていた。モモ助が記憶を取り戻したため止めようとするも、モモ助にあっさり倒された。
プロモデラー
妖刀まさひろを所持していた人物。「金のモモ助」を妖刀まさひろと交換した。
マサヒロ
妖刀まさひろに封印されていた妖怪。サヤカ曰く「細身のイケメン」らしい。
サヤカと付き合うことになったが、復讐に来たモモ助を止めるため自爆した。自爆後は刀のみ残り、サヤカに2000円で売却された。
ヒトミ
シンジが好きだった人。女性。彼氏（よしお）がいたためシンジに撃たれる。マッチョな男性が好み。
ファイター
いきなりサヤカに戦いを挑んだ人物。サヤカに敗れ、弟子入りをした。
修行を積みサヤカを圧倒するが、突如現れたタケシに敗北した。
タケシ
ファイターからさやかを助けた男。関西弁で話す。当初はサヤカの第2候補の男として名前だけ登場していた。
戦闘力はかなり高く、パワーアップしたファイターを圧倒した。
ファイター撃破後、サヤカに告白するが、シンジが現れた上、「ハゲてる」という理由でふられた。
物語の1年後にさやかによって髪をふさふさにされた後に結婚した。
よしお
ヒトミの彼氏。ヒトミを殺したシンジを撃った。復讐が終わった後にはそのまま家に帰っていった。

## マジカルスレイヤーみよ子
作中で箸びろ子こと上原裕子が書いている漫画作品。第2巻のオマケに掲載された。

### 登場人物（みよ子）
高山田 マリ（たかやまだ マリ）
この物語の主人公的存在。
たまたま魔王の襲来に出くわし、猫に魔王を倒すことを頼まれるが断る。
猫
人語を話す猫。
マリに魔王を倒すことを依頼したが断られ、近くにいたみよ子をマジカルスレイヤーにしたが、彼女も倒されてしまったので、自力で魔王を撃破した。
みよ子
マリの友人。
たまたま近くにいたところをマリに見つかり、マリの代わりにマジカルスレイヤーみよ子として戦うが、魔王によって消滅させられた。
魔王
封印から目覚めた単眼の頭と多数の触手を持つ怪物。
町で暴れまわり、マジカルスレイヤーになったみよ子も消滅させたが、猫の一撃により敗れ去った。

## コミックス
2011年12月9日発売の『4コマnanoエース』にて、単行本化が発表された。
2011年12月14日15時00分更新の「ニコニコで漫画を描いてみた」にて、番外編「コミックス化の経緯？」と題して、単行本化決定に至るまでのストーリーと、作者近況をコミカルな絵で再現しており、単行本作業の大変さを伺うことができる。
そして2012年5月9日発売の『4コマnanoエース』Vol.13（5月号）の15ページと、2012年6月6日15時00分更新のWeb版第33話「追跡」にて、2巻が発売されることが判明した。
コミックは角川グループパブリッシング（「角川コミックス・エースエクストラ」〈kadokawa comics A Extra〉）より発売中。
| 巻数 | 初版発売日     | ISBN                | 備考                                                   |
| ---- | -------------- | ------------------- | ------------------------------------------------------ |
| 1    | 2012年2月4日   | ISBN 978-4041201862 | Web版第1話 - 第12話、雑誌版第1話 - 第3話収録           |
| 2    | 2012年8月4日   | ISBN 978-4041203460 | Web版第13話 - 第24話、雑誌版第4話 - 第6話収録          |
| 3    | 2013年3月4日   | ISBN 978-4041206492 | Web版第25話 - 第33話、雑誌版第7話 - 第11話、出張版収録 |
| 4    | 2013年4月4日   | ISBN 978-4041206508 | Web版第34話 - 第43話、雑誌版第12話 - 第16話収録        |
| 5    | 2013年12月26日 | ISBN 978-4041209622 | Web版第44話 - 第53話、雑誌版第17話 - 第23話収録        |
| 6    | 2014年7月25日  | ISBN 978-4041020333 | Web版第54話 - 第63話、雑誌版第24話 - 第28話収録        |
| 7    | 2014年8月26日  | ISBN 978-4041020272 | Web版第64話 - 最終話、雑誌版第29話 - 最終話収録        |

## テレビアニメ
2013年4月から6月までテレビ東京・ニコニコ動画にて、5分枠の短編アニメで放送された。制作はライデンフィルムで単独制作は本作が初となる。またスタッフには中村亮介をはじめとする、前年に公開されたアニメーション映画作品『ねらわれた学園』のスタッフが多く参加している。

### スタッフ
- 原作 - 茶麻
- 監督・脚本・絵コンテ・演出 - 中村亮介
- キャラクターデザイン - 細居美恵子
- メインアニメーター - 小木曽伸吾、菊池愛
- 美術監督 - 金子英俊
- 色彩設計 - 茂木孝浩
- ビジュアルデザイン - 渡部岳
- 撮影監督 - 五十嵐慎一
- 編集 - 肥田文
- 音響監督 - 清水洋史
- 音楽 - 村井秀清
- 音響制作 - 東北新社
- 音楽プロデューサー - 鎗水善史、岡田こずえ
- 音楽制作 - ポニーキャニオン
- プロデューサー - 堀切伸二、吉田壮宏、佐々木亮
- アニメーションプロデューサー - 里見哲朗、土田大亮
- アニメーション制作 - LIDENFILMS
- 製作 - あいうら製作委員会

### 主題歌
オープニングテーマ「カニ☆Do-Luck!」
作詞・作曲 - 三浦誠司 / 編曲 - 梅堀淳 / 歌 - あいう♥らぶ（中島唯、飯田友子、田村奈央）
挿入歌「ずっとね」（テレビ版ではエンディングとして使用）
作詞 - 木本慶子 / 作曲 - 村井秀清 / 編曲 - HΛL / 歌 - あいう♥らぶ（中島唯、飯田友子、田村奈央）
エンディングテーマ「いちごいちえ」（配信・DVD版）
作詞 - 木本慶子 / 作曲 - RegaSound / 編曲 - 今泉洋 / 歌 - あいう♥らぶ（中島唯、飯田友子、田村奈央）

### 各話リスト（アニメ）
| 話数   | サブタイトル | 作画監督   | 総作画監督 |
| ------ | ------------ | ---------- | ---------- |
| 第1話  | 前日         | 細居美恵子 | -          |
| 第2話  | 初登校       | 細居美恵子 | -          |
| 第3話  | ホームルーム | 細居美恵子 | -          |
| 第4話  | 先生         | 細居美恵子 | -          |
| 第5話  | 事件         | 小木曽伸吾 | 細居美恵子 |
| 第6話  | 弟           | 菊池愛     | 細居美恵子 |
| 第7話  | 天谷家       | 菊池愛     | 細居美恵子 |
| 第8話  | 部活         | 小木曽伸吾 | 細居美恵子 |
| 第9話  | 夢           | 細居美恵子 | -          |
| 第10話 | 問題         | 菊池愛     | 細居美恵子 |
| 第11話 | 雨           | 小木曽伸吾 | 細居美恵子 |
| 第12話 | また明日     | 細居美恵子 | -          |

### 原作との違い
- 奏香・彩生と歩子の出会いが、春休み中になっている（原作では入学式）。
- 奏香・彩生の母校（中学校）の女子の制服が、原作ではブレザーだが、アニメではセーラーになっている。
- 奏香の自宅が、原作が一軒家なのに対し、アニメではマンションになっている。

### 放送局
| 放送地域   | 放送局             | 放送期間                | 放送日時                   | 放送系列         | 備考             |
| ---------- | ------------------ | ----------------------- | -------------------------- | ---------------- | ---------------- |
| 関東広域圏 | テレビ東京         | 2013年4月10日 - 6月26日 | 水曜 1:35 - 1:40(火曜深夜) | テレビ東京系列   |                  |
| 日本全域   | ニコニコチャンネル | 2013年4月10日 - 6月26日 | 水曜 1:40(火曜 25:40) 更新 | ネット配信       |                  |
| 日本全域   | AT-X               | 2013年4月16日 - 7月2日  | 火曜 21:25 - 21:30         | アニメ専門CS放送 | リピート放送あり |

### Webラジオ
『あいうらじお』は2013年4月2日から6月25日までニコニコ生放送にて放送されたラジオ番組。全13回。翌日には音泉でも再配信される。
パーソナリティ
- 中島唯（天谷奏香役）
- 飯田友子（岩沢彩生役）
- 田村奈央（上原歩子役）

ゲスト
- 第1回 - 上坂すみれ（『中二病でも恋がしたい! 〜闇の炎に抱かれて聴け〜』 パーソナリティ）
- 第2回 - 田村睦心（『キルミーベイベー』 ソーニャ役）
- 第3回 - 儀武ゆう子（『いまいも』 ラジオパーソナリティ）
- 第4回 - 山本希望（『僕は友達が少ない on AIR RADIO』 ラジオパーソナリティ）
- 第6回 - 三上枝織（『ゆりゆららららゆるゆり放送室』 パーソナリティ）
- 第7回 - 今井麻美（『逢坂・今井のRADIO ν WING』パーソナリティ）
- 第8回 - 河原木志穂（『ベッドの上からお届けします！』 パーソナリティ）
- 第10回 - 佐倉綾音（『あいうら』 簗瀬芽依役）
- 第11回 - 大坪由佳（『ベッドの上からお届けします！』 パーソナリティ）
- 第12回 - 内山夕実（『あいうら』 山下先生役）
- 第13回 - 下野紘（ 『戦勇。ラジオ勇者通信』 ）

### 関連商品

#### Blu-ray / DVD
2013年8月7日に発売。全12話を収録。規格品番はPCXG-50100（Blu-ray）、PCBG-11197（DVD）。

#### CD
| 発売日        | 歌手                                       | タイトル             | 規格品番             |
| ------------- | ------------------------------------------ | -------------------- | -------------------- |
| 2013年4月24日 | あいう♥らぶ（中島唯 、飯田友子、田村奈央） | カニ☆Do-Luck!        | PCCG-01348（初回盤） |
| 2013年4月24日 | あいう♥らぶ（中島唯 、飯田友子、田村奈央） | カニ☆Do-Luck!        | PCCG-70182（通常盤） |
| 2013年4月24日 | あいう♥らぶ（中島唯 、飯田友子、田村奈央） | いちごいちえ         | PCCG-70183           |
| 2013年5月29日 | 天谷奏香（中島唯）                         | ミラクルDAY〜☆       | PCCG-70184           |
| 2013年5月29日 | 岩沢彩生（飯田友子）                       | やる気マイナス?100%  | PCCG-70185           |
| 2013年6月12日 | 上原歩子（田村奈央）                       | せ☆の☆び             | PCCG-70186           |
| 2013年6月12日 | 簗瀬芽依（佐倉綾音）                       | グッとLuck! Everyday | PCCG-70187           |